# Tritoniopsis cincta
Tritoniopsis cincta is een slakkensoort uit de familie van de Tritoniidae. De wetenschappelijke naam van de soort is voor het eerst geldig gepubliceerd in 1937 door Pruvot-Fol.